# MÁV VIIa
Die MÁV VIIa waren Dampfstraßenbahn-Lokomotiven der Brassó–Háromszéki Helyiérdekű Vasút (BHHÉV), für die die MÁV von 1891 bis 1897 den Betrieb führten.
Die beiden Maschinen wurden in der Lokomotivfabrik Floridsdorf 1893 gefertigt.
Im Vergleich zu den Fahrzeugen der Kategorie MÁV VII hatten sie geringeren Dampfdruck und weniger Leistung.
Die zulässige Höchstgeschwindigkeit war niedriger als die der Kategorie VII.
Sie erhielten die Kategorie VIIa und die Betriebsnummern 5101 und 5102.
1897 übernahm die BHHÉV die Maschinen und gab ihnen die Namen HONTERUS sowie TATRANG.
Die Betriebsnummern blieben unverändert.
1919 kamen sie zur CFPBT, deren Nummern 1 und 2 sie fortan waren.